# Blood: The Last Vampire (película de 2009)
Blood: The Last Vampire, lanzada en Japón como Last Blood (ラスト・ブラッド Rasuto Buraddo?, Última sangre), es una nueva versión en imagen real de la película de anime homónima, del año 2000. Fue dirigida por Chris Nahon y coproducida por Edko, con sede en Hong Kong y la compañía francesa Pathé. La protagonista de la película es la actriz surcoreana Jun Ji Hyun, quien interpreta a una chica llamada Saya, con una mitad humana y la otra vampiro, que se dedica a cazar vampiros en sociedad con humanos y busca destruir a Onigen, la más poderosa de todos los vampiros. La película fue filmada en Argentina y China. La película ha sido distribuida en España.

## Reparto
- Jun Ji Hyun como Saya Otonashi.
- Allison Miller como Alice McKee.
- Masiela Lusha como Sharon.
- JJ Feild como Luke.
- Koyuki como Onigen.
- Yasuaki Kurata como Kato Takatora.
- Larry Lamb como General McKee.
- Andrew Pleavin como Frank Nielsen.
- Michael Byrne como Elder.
- Colin Salmon como Powell.
- Liam Cunningham como Michael Harrison.
- Ailish OConnor como Linda.
- Constantine Gregory como Mr. Henry
- Joey Anaya como Criatura.
- Khary Payton como Criatura.